# Ebbe Ulfeldt
För andra betydelser, se Ebbe Ulfeldt (olika betydelser).
Ebbe Ulfeldt, född den 23 december 1616, död den 30 januari 1682, var en danskfödd svensk ämbetsman. Han var son till Christoffer Ulfeldt, bror till Knud Ulfeldt och morfar till Ebbe Ridderschantz.
Ulfeldt tjänade i sin ungdom i kejserliga och spanska arméerna. År 1641 återvände han till Danmark och äktade samma år Kristian IV:s dotter Hedevig. Samma år blev han lensmand i Kristianstads län och stred senare mot svenskarna, förflyttades 1644 till Ösel och 1645 till Bornholm. Därifrån kom år 1650 bittra klagomål mot honom, dels för att han pinat bönderna, dels för att han underlåtit att inbetala vederbörliga avgifter. 
Då svågrarna Hannibal Sehested och Corfitz Ulfeldt 1651 blev avlägsnade från makten, drog han 1652 till Sverige, där drottning Kristina året därpå tog honom under sitt beskydd. Han tog tjänst i svenska hären, men vägrade dock 1657 att delta i kriget mot Danmark. Under den korta fredstiden 1658 kom han tillbaka till Danmark och blev vid krigets nya utbrott sänd till Nakskov som fånge, men befriades, då staden intogs av Gustaf Otto Stenbock. 
Efter fredsslutet slöt sig Ulfeldt, som var född i Skåne och hade sina gods där, helt och hållet till Sverige och medverkade till provinsens försvenskning. År 1664 introducerades han på svenska Riddarhuset och blev riksråd, 1666 assessor i Göta hovrätt, 1675 riksjägmästare, 1679 lagman i Östergötlands lagsaga. År 1677 deltog han i skånska kriget, i synnerhet mot snapphanarna. Hans äktenskap var föga lyckligt, och det kom ofta till häftiga scener mellan makarna. Hon följde honom till Stockholm och deltog i hovlivet, men förlöpte honom 1655 med en älskare; hon klagade bittert öfver Ebbes slöseri och våldsamma lynne.

### Fotnoter
1. 1 2  Dansk Biografisk Lexikon, Dansk biografisk Leksikon-ID: Ebbe_Ulfeldt, läs online.[källa från Wikidata]
2. 1 2  Leo van de Pas, Genealogics, 2003, genealogics.org person-ID: I00009626, läs online och läs online.[källa från Wikidata]
3. ↑  ”Från Marckaryd den 3. Decemb.”. Ordinari Post Tijdender:  s. 4. 10 december 1645.